# Кузін Сергій Васильович
Сергі́й Васи́льович Ку́зін (нар. 20 травня 1963) — український та білоруський радіоведучий, музикант, шоумен, продюсер російського походження. Ведучий ранкового шоу «Камтугеза» на «Радіо Рокс» разом з Сонею Сотник та Ксенією Владіною. Генеральний директор «Радіо Байрактар» (в минулому «Русское Радио Україна»).
Генеральний продюсер UMMG (Український музичний медіахолдинг). Член ради директорів радіохолдингу «ТАВР медіа». Ведучий програми «Зроби мені смішно» на «Новому каналі». Музичний продюсер проєкту «Фабрика зірок — 4». Заслужений журналіст України (2014).

## Життєпис
Народився у німецькому Потсдамі, до 14 років жив у НДР. Служив ракетником-зенітником у Мінському ВІЗР,
- працював журналістом у Львівському політучилищі,
- був на посаді керівника радіостанції у Вищій радіошколі (Сієтл, США).

З 1995 року працює на радіо.
- 1997—2004 рр. — ведучий, генеральний продюсер «Альфа радіо» у Мінську.
- 2004—2007 рр. — генеральний директор радіостанції «Хіт FM», Україна.
- З 2007 року — член ради директорів холдингу радіостанцій «ТАВР Медіа»: Русское Радио, Kiss FM, Хіт FM, Радіо ROKS, Радіо Мелодія, Радіо Relax.
- З 2010 року по 2015 рік— продюсер співачки Еріки. За версією Музвар випадок артиста з продюсером увійшов до ТОП-5 найвідоміших випадків розриву взаємин у музичній індустрії України[4].
- 2013 — ведучий циклу програм «Переломні 80-ті» на телеканалі НТН.

У Білорусі тричі ставав «Персоною року». Працював у сфері театру, телебачення, шоубізнесу. Був журналістом, репортером, тренером-консультантом з питань радіо.
2009 року отримав українське громадянство.

## Творчість
2013 — записав перший міні-альбом під назвою «Любовь не попса». До альбому увійшли як вже відомі пісні — «Лодка (По течению реки)», «Жара», так і нові композиції — «Любовь не попса», «Я б её бы», «В шоколаде», «Беглец».
2014 — видав повноформатний «Капец любви», назву було взято за однойменною піснею, яку Кузін записав разом з Сонею Сотник ще у 2012 році. До альбому війшли вже видані на міні-альбомі «Любовь не попса» треки, так і пісні, що ще не видавалися. Загалом до альбому увійшло 17 композицій, серед яких «Заложники зимы» з гуртом Riffmaster, «Разговор» з Олександром Єгоровим.

## Громадянська позиція
Долучився до акції на підтримку українського режисера Олега Сенцова, незаконно ув'язненого у Росії.

## Сім'я
Має двох синів та двох доньок .